# オーバーテクノロジー・オブ・マクロス
オーバーテクノロジー・オブ・マクロス（Over Technology of Macross）は、テレビアニメ『超時空要塞マクロス』を第1作とした「マクロスシリーズ」に登場する架空の科学技術の総称。略称は「OTM（オーティーエム）」。作中では「オーバーテクノロジー」と呼ばれることが多い。

## 設定概要
作品世界において、現代科学をはるかにしのぐ異星人の超先進科学技術を、地球側では一般にOTMと呼ぶ。太古のプロトカルチャー文明の遺産であり、彼らが製造した戦闘バイオノイド「ゼントラーディ」や、「監察軍」の兵器群もこの系統に属する。
地球に落下した監察軍の砲艦 (ASS-1) を「SDF-1 マクロス」に改修する過程で、先進諸国の合同研究機関OTEC（オーテック）社により分析され、以前は宇宙ステーション建設レベルであった地球の科学技術に爆発的進化をもたらした。従来の兵器系に幅広く導入されたほか、可変戦闘機「バルキリー」や陸戦ロボット「デストロイド」などの新兵器も、OTMなしには構想すらなしえなかった。しかし、原理を根本まで解明できず、墜落艦のシステムをデッドコピーした部分も多く、初期には運用上のさまざまなトラブルにみまわれる。また、OTMの所有を巡り生じた利権争いが、統合政府と反統合勢力の武力衝突「統合戦争」の要因となったことも事実である。
のちにOTMは軍事から民間まで幅広く活用され、人類の宇宙進出を支える原動力となる。地球人とゼントラーディ人の共存時代にはさらなる研究が進み、両者の技術特性を兼ね備える兵器も登場する。とくにゼントラーディ系開発メーカー、ゼネラル・ギャラクシー社はOTMを積極導入した機体設計で知られる。2040年の「スーパーノヴァ計画」以降の次世代可変戦闘機（Advanced Variable Fighter：AVF）では、フォールドシステムなどかつては艦艇クラスにしか搭載できなかった大型システムが軒並み小型化され、随所に搭載されるまで進化している。

## 重力制御システム
人工的に重力を発生・制御するOTMの核たる技術。巨大戦艦そのものを浮上させる大型システムから、艦内の居住空間を調整するサブシステム、「デストロイド・モンスター」の歩行系や、VFの一部に応用された小型システムなどさまざまな応用例がある。
重力制御システムは、サイズが大きいほど、効率が良いとされる。そのため、艦サイズだと搭載する意味があるが、VFサイズだとあまり意味が無い。空力（揚力）設計に依らないゼントラーディ軍の各戦闘ポッドにも搭載されているが、機体の全重量は担えず、重量を数分の1にする程度である。そのため、足りない分はバーニアの推力で補っている。
AVFのひとつである「VF-22 シュトゥルムフォーゲルII」は、ゼントラーディ軍のバトルスーツ「クァドラン・ロー」に搭載されていたイナーシャ=ベクトルコントロールシステム（暫定慣性制御装置）の発展型を搭載している。しかし、装置のサイズ・重量との兼ね合いから、VFは依然として空力（揚力）設計が重視されている。なおYF-24エボリューション以降に搭載されているISCは、フォールドクォーツを用いてこのシステムを小型·最適化させたものである。

## フォールド

### フォールド航法
空間歪曲型ワープの一種である超時空航行技術。原理的には重力制御により宇宙空間を折り畳み (= fold) 、現座標と目的座標を隣り合わせ、艦の周辺空間ごと転移する。この際、転移先の空間は等価交換式に差し戻され、物理的整合が図られる。つまり「出発地と到着地の空間を入れ替える」ことになる。このため、フォールドしようとする艦艇などに掴まるか近くに寄っていれば、フォールド機能を持っていなくてもその物体も一緒にフォールドできる。通常空間から超時空への突入を「フォールド・イン」、超時空から通常空間への脱出を「フォールド・アウト」または「デフォールド」と呼ぶ。フォールド・アウト時には発光現象が観測される。また、重力を用いて時空を歪めるという性質上、時空震動も発生するので、超時空レーダーを保有していれば容易に察知できる。
超時空移動中は通常空間との時間差が生じ、フォールド中の1時間が通常の10日間に相当する。フォールド中の超時空で流れる時間を「主観時間」、フォールド中に経過する通常空間での時間を「客観時間」と呼ぶ。既述のように主観時間と客観時間の間には240倍もの開きがあったが、『マクロスF』では主観時間と客観時間の差が7倍程度と説明される。これは技術の進歩による改善と説明されている。
フォールドの座標設定には精密な計算が必要で、重力場に影響されるため、通常は惑星などの大質量物体の近くでは行われない。地球初の超時空航行戦艦 = Super Dimension Fortress-1（SDF-1） マクロスはゼントラーディ軍からの緊急避難手段として地球上で行ったため、予定の月裏側から大きく逸れた冥王星付近に転移し、周辺の南アタリア島海域まで巻き込むことになる（作中では描かれないが、理屈的にはフォールド後、南太平洋上に冥王星付近の宇宙空間が出現したことになる）。またこの際にフォールドシステムそのものが超時空に消失する事態となり、マクロスは1年近くを要して地球への通常推進による帰還を余儀なくされる。ただし、必ずしも惑星上でフォールドを行ったからといって失敗するとは限らない。
のちの宇宙移民時代にはゼントラーディ系技術の導入もあり、フォールドシステムそのものの精度や確度が飛躍的に向上し、宇宙艦船の標準装備となる。さらにVF用に小型化された着脱式のフォールド・ブースターも開発されるが、初期（2040年代）のものは距離は20光年分、使用は一回の性能しか保証されない（使用後宇宙空間に投棄）。『マクロスF』の時代には、複数回の使用、衛星軌道上での脱着・再使用や後述のフォールド断層対策などの改良が行われており、玩具などでは「スーパーフォールドブースター」と呼称されている。
フォールド航行を行ったあとは、俗に「フォールド酔い」と呼ばれる、乗り物酔いや時差ぼけに似た程度の軽い身体的影響を体感する場合があるとされている。『マクロスF』の小説版では、フォールド航行のショックで、まれに魂が肉体から分離して、そのまま植物人間状態に陥る事故も発生することや、酩酊感が男女関係を進展させ、長距離フォールドの数か月後には結婚ならびに出産が相次ぐことが記されている。
フォールドの演出としては、前述のマクロスの初フォールド以外は機体が輝いて消失・出現する表現が行われているが、『マクロスF』や『マクロスΔ』では機体前方に同心円状の輝く超時空ゲートが出現し、そこに出入りする表現がなされている。また『マクロスプラス』ではCGでフォールド中の描写が行われ、機体形状が波打つ演出が行われている。
異星生物のプロトデビルンやバジュラのなかにはフォールドする能力を持つものがいる。
『マクロスF』以降の作品においては「フォールド断層（次元断層）」と呼ばれる、プロトカルチャー由来のフォールド技術では突破不可能な障害が存在すると設定された。フォールド断層はいわゆる「次元の裂け目」であり、断層の存在が知られていなかった銀河播種計画開始当初には、移民船団ごと断層に落ち込んで、船団が全滅したケースもある。そして移動距離に伴う幾何級数的なエネルギー消費の増加も大きな壁として立ちはだかっているため、決して万能の技術というわけではないとされる。ただし、フォールド断層についてはプロトカルチャー文明の元となった超時空生命体バジュラが生成する物質「フォールドクォーツ」によって断層を無視したフォールド（ゼロ・タイム・フォールド）が可能なことが判明しており、人類側でも2059年フロンティア船団にて「VF-25 メサイア」開発などを手掛ける総合機械メーカーL.A.I技研が、フォールドクォーツを用いた断層突破および航行時に生じる通常空間との時間差を防ぐフォールド機関の開発を進めており、資源と技術レベル上の問題となりつつある。

### フォールド通信
フォールド航法技術を応用し電波を空間転移させる超広域通信システム。『マクロス7』の時代（2045年）には銀河系内でほぼタイムラグなしに交信可能な「ギャラクシー・ネットワーク」が構築されており、軍事用だけでなく民間放送局の中継や音楽ヒットチャートなどが放送されている。
『マクロスF』には、無人機「ゴーストAIF-7S」の運用におけるバジュラのECM対策として、新開発のフォールド通信誘導システムが登場する。

### フォールド爆弾
別名、ディメンション・イーター。かつては空間転移航法としてのみ活用されたフォールド・エネルギーであったが、2050年代になるとその膨大なエネルギーは兵器へも転用されることとなった。この爆弾は反応兵器を上回る新たな最終兵器であり、起爆の際に重量子核崩壊による擬似ブラックホールを発生させ、威力圏内の全物質を取り込んだあと、強制フォールドさせる特性を持つ。ガンポッドまたはミサイル弾頭型（MDE弾頭）、搭載爆弾型、設置型と様々なタイプがあり、大型の設置型（ディメンション・カッター）クラスになると惑星ですら、大半を飲み込む（フォールドさせる）ほどの威力を持つ。

## 熱核反応システム
従来の核反応理論に重力制御技術などを導入したもの。艦艇やデストロイドの動力（熱核反応炉）、航空機の推力（熱核タービンエンジン）、兵器（反応弾）などに幅広く活用されている。

### 熱核反応炉
墜落したマクロスを調査し、反応炉（核融合炉）を実用化した人類はもとより、ゼントラーディや監察軍などのプロトカルチャーに由来する種族の大出力動力機関として、幅広く採用されている。

### 熱核タービンエンジン
VFシリーズなどに搭載される核融合を用いた小型原子力推進エンジン (Thermo-Nuclear Reactor Turbine Engine) 。反応炉（核融合炉）の熱エネルギーでプロペラント（推進剤）を加熱・膨張させ、高温プラズマ流として噴射し推力を得る。
従来のジェットエンジンと比べた利点は
1. プロペラントの交換だけでエンジン換装せずとも、大気圏内ではジェットエンジン、大気圏外ではロケットエンジンとして全領域で使用可能。
2. 従来の化学燃料に比べ反応剤（核燃料）の消費が極めて少量なため、胴内燃料スペースが大幅に削減され、変形機構導入が可能となる。
3. 大気圏内では無尽蔵にある空気を圧縮してプロペラントに使用できるため、2の理由も加わり事実上無限の航続距離を得られる。

VF-1に搭載された初期型熱核タービンエンジンは、推力の点でジェットエンジンと大差なかった。また、大気圏外でのプロペラント（水素化合物）の容量不足も問題であったが、これらはブースターと増槽を兼ねる追加装備（FASTパック）により解決が図られた。VF-16に搭載された次世代型熱核バーストタービンエンジン(Thermo-Nuclear Reactor burst Turbine Engine)では熱交換理論が進歩し、大気圏外でのプロペラント消費率が大幅に改善され、推力も従来型の2倍近くに達した。これにより単独での大気圏突破とFASTパックなしでの宇宙巡航が可能となった。2050年代前半に入ると、従来型エンジンとは一線を画す大出力を持つ「ステージII熱核タービンエンジン」が登場する。このステージIIエンジンの膨大な余剰出力により、より強力なビーム兵器の標準装備化、全形態でのエネルギー転換装甲やピンポイントバリアの展開が可能となった。

### 反応兵器（反応弾）
従来の核兵器を改良し、おもに宇宙空間での威力を向上させたもの。起爆原料となる放射性物質も半減期のきわめて短いものが使用されている。30メートル長の対艦大型ミサイルから、宇宙戦闘機搭載の迎撃小型ミサイル、デストロイド火器用の弾頭までさまざまなタイプがある。統合戦争中、反統合勢力による火星開発船団への攻撃に対し、統合軍は報復戦で実戦投入した。また、グランドキャノン建設現場でも掘削用に使用された。ゼントラーディ軍との緒戦時、対艦攻撃において絶大な威力をみせるが、この時点では配備数が不十分なため、予測された本土決戦に備えて温存する策が採られる。
一方、修理や改良などの技術を持たない戦闘種族ゼントラーディ人にとって、反応兵器はプロトカルチャー絶滅によって失われたオーバーテクノロジーであった。地球人がこれを保有することに衝撃を受け、殲滅しようと思えば容易に潰せる地球にはあえて侵攻せず、フォールド暴走事故により孤立したマクロスの捕獲を優先し、その技術を盗み取ろうと執拗に追い回すことになる。第一次星間大戦の最終局面において、戦力的には圧倒的に劣る地球人類であったが、地球文化に対するカルチャーショックやリン・ミンメイの歌の影響が勝利への原動力であったとはいえ、事実上反応兵器の存在がゼントラーディ軍に対して決定的なアドバンテージとなる。
戦後、宇宙移民が進み移民惑星間の衝突が起こる時代になると、大量殺戮兵器である反応兵器の使用は政治問題を招くため銀河条約により凍結され、使用には新統合軍総司令部の許可が必要となった（一部、闇ルートで売買される例もある）。これを一因として、特殊作戦用の高性能な次世代VF（AVF）開発が計画されることになった。ただし、製造・配備や使用を前提とする整備は行われており、マクロス7船団のバロータ戦役やマクロス・フロンティア船団のバジュラ戦役など、未知の強大な敵対的異星勢力との交戦において、特例として使用が認められるケースにおいては、相当数が投入される。
『マクロス・クロニクル』によると、起爆に重量子を使用した現実の純粋水爆に近い核兵器とされている。ゆえに初期生産ロットの一部の反応弾を除き、基本的に残留放射性物質は発生しない。また、『マクロスF』の小説版においては、核兵器ではなく弾頭に反物質を搭載した対消滅兵器であることが記されている。水素爆弾の起爆剤に「反物質」を使用した純粋水爆に設定が変更されたのか、劇中の歴史のなかで反応兵器の仕様定義が変更されたのかは不明。

## ピンポイントバリア
時空連続体のひずみを利用した小径のバリアシステム。実体弾やビーム兵器を無効化する。フォールドシステム消失事故の副産物としてマクロス艦内工廠で開発されるが、システム未完成段階では3人の女性オペレーターが手動で操作する。これを応用した「ダイダロス・アタック」が考案され、のちに艦全体を保護する「全方位バリア」も開発される。
2040年代に実用化されたAVFでは、機体防御用のピンポイントバリア展開能力が基本性能要求のひとつとなった。これにより装甲を省き、機体の軽量化を図れるようになった。しかし実用化当初はエンジン出力の70パーセントものエネルギーを必要とするため、使用可能なのは出力に余裕のあるバトロイド形態に限られていた。バトロイド形態での格闘戦という事態では、ダイダロスアタックを模した「ピンポイントバリアパンチ」や「ピンポイントバリアキック」などという用法も考案され、格闘による機体の損壊率を大幅に減少させた。
2059年には、VF-25に搭載された格闘ナイフの刀身周辺に展開させられるようになっている。また、マクロス・クォーター強攻型は任意の形状に制御できるようになり、格闘戦兵装として右舷の艦首からサーベル状にバリアを展開可能となっている。より高出力の熱核タービンエンジンを搭載する「VF-27 ルシファー」や「YF-29 デュランダル」は、全形態でのバリア展開が可能となっている。また、小説『劇場版マクロスF（下） サヨナラノツバサ』に登場する「VF-19 ADVANCE」は、ファイター形態でもパイロットの任意でバリアを展開することが可能である。

## アクティブステルス
従来のステルス技術は、機体に当たるレーダー探知波を反射する「受動的（パッシブ）」な状態で、正反射しないよう機体形状を工夫するなどして考案された。これに対し能動的（アクティブ）なステルス技術とは、レーダー波を分析し、逆に欺瞞情報を送り返す電子対抗手段 (ECM) の一種である。より高い隠密性を保てるだけでなく、パッシブ・ステルス機のように空力性能を犠牲にしてまで機体形状を優先する必要がなくなり、機体設計の自由が広がるというメリットもある。可変戦闘機誕生期のVF-0やSV-51の時点ですでに採用されていた技術だが、30年後のAVF機YF-21に搭載された第三世代型アクティブ・ステルスは従来機のVF-11では捕捉できないなど、その後も改良が続けられている。アクティブステルス技術は現代の現実世界でも研究開発が進められており、すでに実用化に向けた試験段階に入っている。

## マイクローン装置
プロトカルチャーが開発したクローン装置。超高度なコンピューターを搭載しており、収容者をいったん原子レベルまで分解し、再構築することで、ゼントラーディを地球人サイズに縮小したり、地球人をゼントラーディサイズに拡大することが可能である。また、その際に人体の構築パターンを変更することで、身体の強化や臓器の数の増減等を行うこともできる。この装置によるクローンで、ゼントラーディ人は異性交配することなく、その個体数を維持している。ただし、一部には副作用で遺伝子異常を起こし、装置使用前後に身体のプロポーションや声、性格が著しく変化する者がいたり、身体の分解・再構築に耐えられないDNAを持つ者もいるなど、万人に使用できる技術ではない。
ゼントラーディ軍の戦艦レベルになると、必ず艦内に設置されており、操作専任のゼントラーディ人が搭乗している。装置の操作自体は知能を限定されているゼントラーディ人でも行えるほど著しく単純化されている。
あまりに超高度な性能のため、一通りのOTMを解読した統合政府、新統合政府でも再現・製造は不可能であり、星間大戦終戦後、残存ゼントラーディ艦艇内に設置されていたり、艦艇から取り外され各シティ単位で管理されていたマイクローン装置は、ゼントラーディの暴動勢力による悪用を恐れ新統合軍が押収するが、市民らの抵抗により押収できなかった装置を強奪したゼントラーディ暴動勢力が使用し、第1次マクロス・シティ防衛戦が勃発することとなる。
戦後まもなくの地球上では巨人サイズでの生活も許可されていたが、二度にわたる巨人による武装蜂起が問題となったことから、2030年以降は巨人の地球上の居住は認められなくなる。各地の移民星、移民船団においても、人々はマイクローンサイズでの生活が基本となっている。しかし例外もあり、マクロス7船団の参謀エキセドル・フォルモは記憶容量の観点から巨人サイズのまま職務に就いており、フロンティア船団では巨人サイズでの生活が許可された地域もある。また、この高度なクローン技術は、星間大戦で全土が焦土と化した地球の復興のために、生き残ったわずかな数の植物、動物、精子、卵子、種子、染色体、ありとあらゆる物質、物体、生命体の複製に活用されるが、のちにクローニングによる遺伝子疾患が増加。2010年から開始された大量クローン計画は2030年をもって終了した。

## マイクロミサイル
可変戦闘機やデストロイドに搭載されているマイクロミサイルも、ASS-1の調査によって得られたOTMの産物である。